# Колчин, Фёдор Николаевич
Фёдор Николаевич Колчин (1865—1944) — городской голова Покрова (1903—1917), меценат.

## Биография
Родился в 1865 году в Покрове. Относился к купечеству. Был домовладельцем.
Был членом Сиротского суда (1899 г.).
В 1903 году был избран городским головой Покрова. При его участии город был оснащен фонарями, были замощены тротуары.
Основал мужскую и женскую гимназии. Выделял личные средства на больницу Покрова. Построил пожарную часть, в которой также размещался театральный клуб.
С его приходом общественная жизнь города стала активнее, в доме Колчина проходили встречи литературно-драматического кружка. Там же организовал приют, на которые выделил личные средства.
Участник Земских собраний.
В 1913 году в честь 10-летия службы в чине городского головы был награжден медалью «За усердие».

## Память
В 2016 году на стене бывшей женской гимназии (в настоящее время — школы № 7) в честь Ф. Н. Колчина была установлена мемориальная доска.